# Fort George (Gambia)
Fort George war eine Festung auf der Binneninsel Janjanbureh Island im Gambia-Fluss auf dem Gebiet des heutigen westafrikanischen Staates Gambia.
Kapitän Alexander Grant von der Royal African Corps nahm am 14. April 1823 nach Unterzeichnung des Vertrages für die Abtretung der Insel diese am gleichen Tag formell in Besitz. Gleichzeitig gab er den Auftrag für die Errichtung einer kleinen Festung. Die Bauzeit der Festung, die aus Lehm errichtet wurde, betrug zwei Wochen. Am 30. April wurden zwei kleine Kanonen auf Bastionen montiert, es wurde ein Flaggenmast mit dem Union Jack aufgestellt und es wurde Salut geschossen. Das Fort wurde auf den Namen „Fort George“ getauft und die Insel, die bis dahin unter dem Namen Lemain Island bekannt war, nach MacCarthy Island umbenannt.
Dieses Fort stand bis 1827, als es durch ein neu errichtetes Fort am westlichen Ende der Insel ersetzt wurde. Sir Neil Campbell gab den Auftrag zum Bau des nach ihm benannten Fort Campbell.
Im darauf folgenden Jahr wurde beschlossen, das Fort George in der Mitte des Nordufers der Insel wieder aufzubauen. Das Fort war 74 Fuß (= 22,56 Meter) lang, zehn Fuß (= 3,05 Meter) hoch, die Wände waren drei Fuß (= 91 Zentimeter) stark. Die Ecken waren je mit einer Bastion ausgestattet. Um die Festung wuchs im Lauf der Zeit der Ort Georgetown an, der heute den Namen Janjanbureh trägt.
Es ist nicht bekannt, bis wann das Fort benutzt wurde und ob noch Reste erhalten sind.